# Aansteekmiddel
Een aansteekmiddel, aanmaakvloeistof of grill-aansteekmiddel is een vloeistof die gebruikt wordt voor het aansteken van open haarden en barbecues. 
Aansteekmiddel is een toepassing die kan worden ingevuld door meerdere producten. Zo bestaat er aansteekmiddel op basis van kerosine maar ook op biologische basis, namelijk methylester. 
Aansteekmiddel is doorgaans te koop in de supermarkt of in een vrijetijdsmarkt.